# Station Nowa Wieś Poznańska
Station Nowa Wieś Poznańska is een spoorwegstation in de Poolse plaats Swarzędz.